# Lego (tvrtka)
LEGO je danski proizvođač dječjih igračaka, čije se sjedište nalazi u danskom gradiću Billund. Ime "Lego" je kombinacija danskih riječi leg i godt, što znači "lijepo se igraj". U početku je LEGO pravio samo drvene igračke, ali zadnjih 40 godina koriste samo plastične kockice.

## Vanjske poveznice
- Službena stranica tvrtke
- Lego klub Kockice